# Clube Desportivo José Alves
O Clube Desportivo José Alves foi um clube de futebol sediado na freguesia de Rio de Moinhos, Penafiel em Portugal, foi fundado em 1965 e extinto em 1989, o seu proprietário era José Alves um empresário da indústria de granito. Os jogos do clube eram disputados perto do Penedo da Pena de Rio de Moinhos no Parque de Jogos José Alves, inaugurado no ano de 1967.
A equipa de futebol sénior participou nas distritais da AF Porto, 3ª Divisão Nacional Portuguesa e na Taça de Portugal nos anos 80.

## História
Tudo começou nos finais dos anos 50, quando os jogos de amadores entre equipas das freguesias vizinhas levavam a população em peso aos campos ver futebol, nos Domingos à tarde. Por essa altura surgiu um clube de futebol com o nome da terra, que se limitava a disputar os campeonatos de amadores do distrito do Porto, mais tarde, já nos anos 60, o clube teve como presidente o Sr. José Alves. A situação do clube não era famosa e José Alves deitou-lhe a mão, desenvolveu-o para tornar-se num dos clubes mais fortes da região. Nascia assim o Clube Desportivo José Alves cujo campo de futebol onde eram disputados os jogos era perto Penedo da Pena de Rio de Moinhos no Parque de Jogos José Alves, inaugurado no ano de 1967. Este clube de futebol cresceu muito à sombra do seu presidente, um dos maiores da industria do granito. A acusação de que José Alves se apossara do clube transformando-o em sua propriedade e retirando-o aos Riomoinheses, levou a que várias pessoas da terra fundassem em 1974 o Sport Club Rio de Moinhos. A freguesia teve assim durante alguns anos 2 clubes a competir. Apesar do fervor desportivo do novo clube, o antigo "José Alves" esteve sempre acima e já no início dos anos 80 quase subiu à 2ª Divisão nacional. Nessa altura, vários fatores obrigaram José Alves a extinguir o clube a que deu o nome. Desde a situação precária das suas empresas, passando pelo falhanço desportivo de não subir de divisão, acabando na parte negativa da freguesia ter 2 clubes de futebol, o que criava rivalidades que ultrapassavam por vezes a barreira do desporto e desaguavam em cenas de violência. Em meados dos anos 80 José Alves extinguiu o futebol sénior do seu clube e alguns anos depois foi a vez do próprio clube encerrar as portas de vez em 1989. 

## Emblema
Na fundação do Clube Desportivo José Alves ficou definido que o clube teria como as cores amarelo e azul cores essas que são as da bandeira da freguesia de Rio de Moinhos. 
O emblema consiste em um escudo azul com bordas vermelhas, uma bola de couro no topo, uma máquina (cilindro) no centro e as iniciais do clube "CDJA" em amarelo/dourado.

## Hino
Letra:
Verso 1
José Alves o meu clube de granito
És um bloco de esforços, de canseiras.
Pedra a pedra se constrói o infinito
Numa luta sem ter tréguas nem barreiras.
Mocidade de que albergas no teu peito
A vontade do lutar e do querer
Bem mereces de nós todos o respeito
Dum passado que não pode envelhecer
Refrão
Ó meu Clube Desportivo José Alves
Rio de moinhos é o teu brasão
Tens o sol a iluminar a própria vida
Tu viverás p’ra sempre em nosso coração
Verso 2
É no campo a lutar pela vitória
Com vontade, muita fé e valentia.
Que escrevemos pouco a pouco a tua história
Que nos enche de orgulho e alegria.
Sempre unidos levantemos a bandeira
Cuja sombra se projeta sobre nós…
Orgulhosa esvoaças altaneira,
La no alto escutando a nossa voz.
Refrão
Ó meu Clube Desportivo José Alves
Rio de moinhos é o teu brasão
Tens o sol a iluminar a própria vida
Tu viverás p’ra sempre em nosso coração.

## Presenças e Performances
| Nacionais  | Nacionais        | Nacionais | Nacionais      | Nacionais |
| Competição | Competição       | Presenças | Melhor posição | Ref.      |
| ---------- | ---------------- | --------- | -------------- | --------- |
|            | III Divisão      | 2         | 4º             |           |
|            | Taça de Portugal | 3         | 1/64           |           |

### Classificações por época
| Época   | Divisão              | Posição   | Performance nos jogos da Divisão | Performance nos jogos da Divisão | Performance nos jogos da Divisão | Performance nos jogos da Divisão | Performance nos jogos da Divisão | Performance nos jogos da Divisão | Performance nos jogos da Divisão | Performance nos jogos da Divisão | Taças            |
| Época   | Divisão              | Posição   | Pts.                             | PJ                               | V                                | E                                | D                                | GM                               | GS                               | Dif.                             | Taça de Portugal |
| ------- | -------------------- | --------- | -------------------------------- | -------------------------------- | -------------------------------- | -------------------------------- | -------------------------------- | -------------------------------- | -------------------------------- | -------------------------------- | ---------------- |
| 1983/84 | 3ª Divisão Nacional  | 14.º      | 26                               | 30                               | 9                                | 8                                | 13                               | 31                               | 44                               | -13                              | 1/128            |
| 1982/83 | 3ª Divisão Nacional  | 4.º       | 35                               | 30                               | 14                               | 7                                | 9                                | 38                               | 25                               | +13                              | 1/64             |
| 1981/82 | 1ª Divisão Distrital | Sem dados | Sem dados                        | Sem dados                        | Sem dados                        | Sem dados                        | Sem dados                        | Sem dados                        | Sem dados                        | Sem dados                        | 1/64             |
| 1980/81 | 1ª Divisão Distrital | Sem dados | Sem dados                        | Sem dados                        | Sem dados                        | Sem dados                        | Sem dados                        | Sem dados                        | Sem dados                        | Sem dados                        | N.A.             |
| 1979/80 | 2ª Divisão Distrital | Sem dados | Sem dados                        | Sem dados                        | Sem dados                        | Sem dados                        | Sem dados                        | Sem dados                        | Sem dados                        | Sem dados                        | N.A.             |